# Phasianelle d'Amboine
Macropygia amboinensis
Espèce
Statut de conservation UICN

 LC  : Préoccupation mineure
La Phasianelle d'Amboine (Macropygia amboinensis) est une espèce d’oiseau appartenant à la famille des Columbidae. On la trouve aux Moluques et en Nouvelle-Guinée.